# Ніколашвілі Єва Володимирівна
Єва Володимирівна Ніколашвілі — українська журналістка. Кавалерка ордена «За заслуги» III ступеня (2022).

## Життєпис
Закінчила Київський національний університет культури і мистецтв.
У 2020 році кореспондентка «5 каналу», згодом стала журналістом-розслідувачем програми «Гроші».
З лютого 2022 року разом з оператором Вадимом Цвєтковим висвітлює руйнівні наслідки повномасштабного російського вторгнення на Київщині в межах загальнонаціонального марафону «Єдині новини». Також є спецкором каналу «Freedom».

## Нагороди
- орден «За заслуги» III ступеня (6 червня 2022) — за вагомий особистий внесок у розвиток вітчизняної журналістики та інформаційної сфери, мужність і самовідданість, виявлені під час висвітлення подій повномасштабного вторгнення Російської Федерації на територію України, багаторічну сумлінну працю та високу професійну майстерність[4].